# Stockmos
Stockmos är ett svenskt varumärke för bland annat fruktbaserade drycker. Det har sitt ursprung i företaget AB Stockmos fruktindustrier, grundat 1932. Varumärket ägs sedan 2022 av Deleo AB. I företagets sortiment ingår ciderprodukter, fruktdrycker och saft under varumärket Stockmos, samt legotillverkning och tillverkning av EMV-produkter. Företaget finns i Stenhamra på Färingsö i Ekerö kommun.
2014 förvärvades verksamheten i Stockmos fruktindustrier AB av Kiviks Musteri AB.
2022 förvärvades verksamheten i produktionsanläggningen i Stenhamra av Deleo AB.